# Pfarrkirche Gramatneusiedl

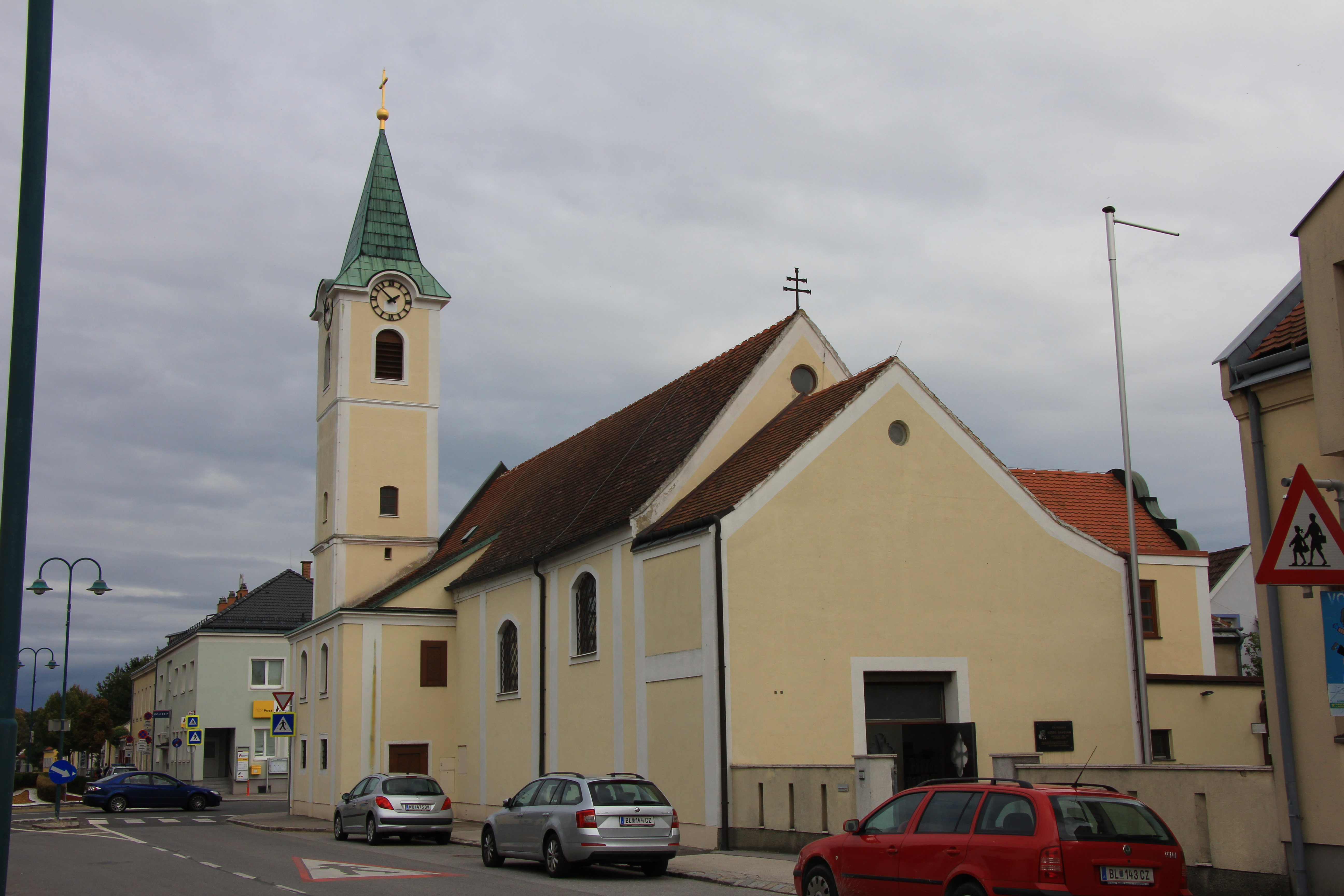
Katholische Pfarrkirche Hll. Peter und Paul in Gramatneusiedl

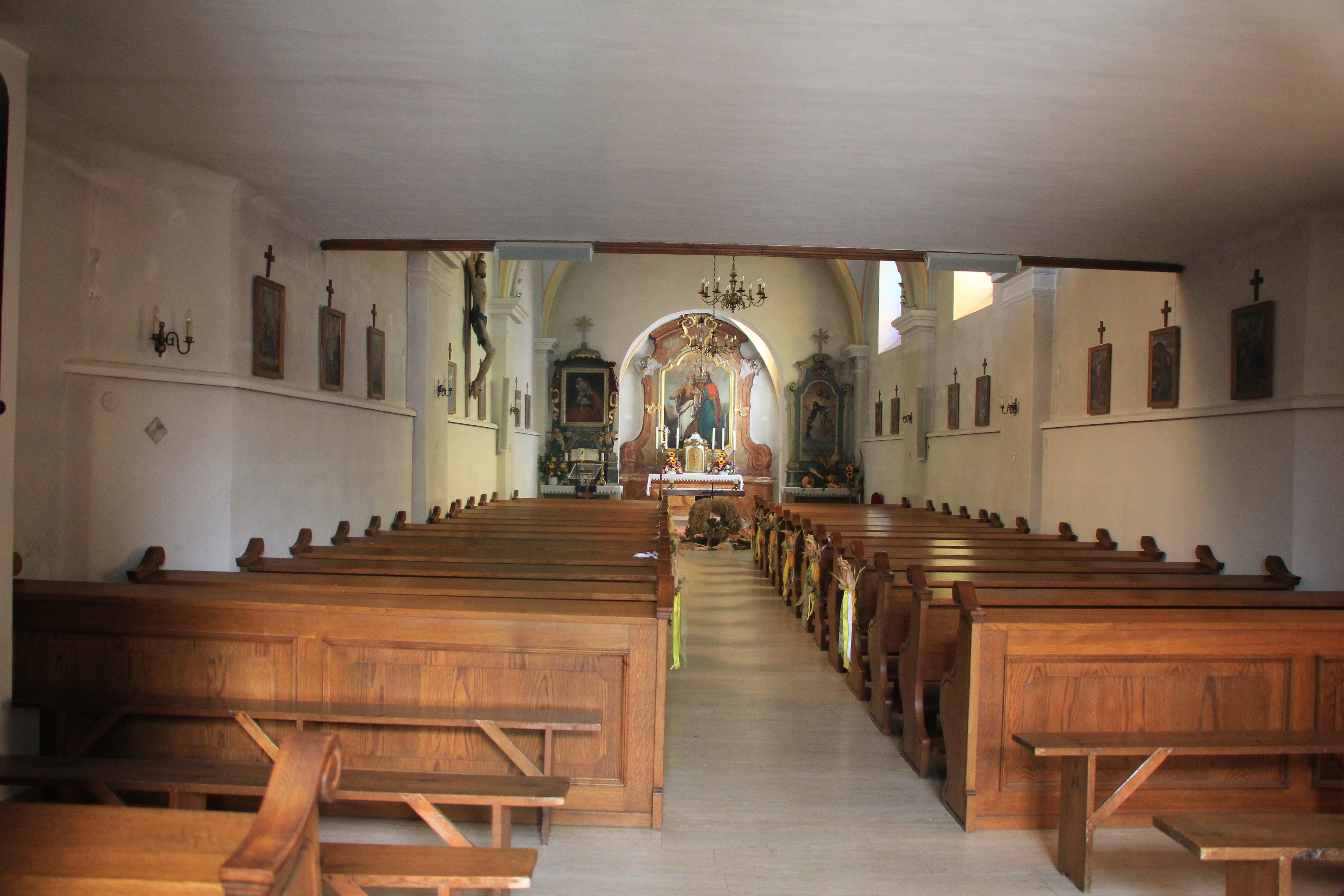
Langhaus, Blick zum Altar

Die Pfarrkirche Gramatneusiedl steht am Hauptplatz in der Marktgemeinde Gramatneusiedl im Bezirk Bruck an der Leitha in Niederösterreich. Die dem Patrozinium Peter und Paul unterstellte römisch-katholische Pfarrkirche gehört zum Dekanat Schwechat im Vikariat Unter dem Wienerwald der Erzdiözese Wien. Die Kirche steht unter Denkmalschutz (Listeneintrag).

## Geschichte
1400 wurde eine Kapelle, der heutige Chor, geweiht. Nach den Türkenkriegen wurde im Ende des 17. Jahrhunderts das Langhaus erbaut. Umbau und Erweiterung ab 1949 nach den Plänen von Johann Frank. Die Kirche wurde 1950 zur Pfarrkirche erhoben.

## Architektur
Der schlichte barocke Saalbau umgebaut und nach Westen erweitert. Der gotische Chor hat einen geraden Schluss. Der Turm steht im Norden des Chores.
Das Kirchenäußere zeigt Fassaden mit Lisenengliederung und Segmentbogenfenstern, in der Südwand ist ein versetztes gotisches Spitzbogengewände um 1400. Das etwas niedrigere Chor mit einem geraden Schluss um 1400 hat im Osten vermauerte zweibahnige Spitzbogenfenster. Der im Kern gotische Turm mit leicht geböschten Mauern wurde 1960 aufgestockt und mit einem Spitzhelm versehen. Im Chorwinkel befindet sich eine Ädikula mit der Statue Johannes Nepomuk auf einem geschwungenen ornamentierten Postament mit 1730.
Das Kircheninnere zeigt ein dreijochiges barockes Langhaus mit Kreuzgratgewölben auf profilierten Kämpfern auf seichten Wandpfeilern. Das Emporenjoch ist aus 1949. Der niedrige stark eingezogene Triumphbogen ist rundbogig. Der einjochige gotische Chor hat ein tief heruntergezogenes Kreuzrippengewölbe auf länglichen Konsolen mit einem runden Schlussstein um 1400. Im Chor gibt es eine spitzbogige und eine rechteckige Sakramentsnische. Es gibt ein Rundbogenportal zur nördlichen kreuzgratgewölbten Sakristei.

## Ausstattung
Der Hochaltar als Wandretabel mit Volutenschnecken aus dem dritten Viertel des 18. Jahrhunderts die Ostwand des Chores einnehmend zeigt das Altarbild Peter und Paul um 1847. Die kleinen barocken Seitenaltäre als schlichte Wandretabel aus dem dritten Viertel des 18. Jahrhunderts haben adorierende Engelsfiguren, links mit dem Bild Mariahilf mit Baldachinrahmung, rechts mit dem Bild Johannes Nepomuk und der Statue Herz Jesu um 1950.
Im Langhaus gibt es einen monumentalen Kruzifix um 1700. Unter der Orgelempore steht die Figurengruppe Heilige Familie um 1700. 
Die Orgel baute Joseph Seyberth 1867. Eine Glocke nennt Mathias Glaser 1693.